# Roman Josi
Roman Josi (né le 1er juin 1990 à Berne en Suisse) est un joueur professionnel suisse de hockey sur glace. Il évolue au poste de défenseur pour les Predators de Nashville, dont il est le capitaine.

## Biographie

### Carrière en club
Roman Josi a fait ses débuts en Ligue Nationale A en 2006 avec le CP Berne. Auparavant, il a fait ses classes de juniors dans le club bernois, inscrivant notamment 30 points en 33 rencontres lors de la saison 2006-2007 alors qu'il n'est âgé que de 16 ans.
Lors de la saison 2007-2008, il s'impose au sein de la première équipe du club, où il forme la seconde paire défensive en compagnie de Nathan Dempsey. Il inscrit lors de cette saison deux buts et huit points en 35 rencontres. Il est repêché au 2e tour, en 38e position au total par les Predators de Nashville de la Ligue nationale de hockey en 2008.
En 2008-2009, il participe à la Ligue des champions, totalisant un but en quatre matchs. Son équipe est éliminée en phase de poules de cette compétition, tandis qu'elle ne passe pas les quarts de finale du Championnat de Suisse. Josi dispute également le championnat du monde junior 2009 dans la division 1, au terme duquel la Suisse est promue dans la division élite. Il est nommé meilleur défenseur du tournoi. Josi dispute encore à la fin du mois d'avril, à l'âge de 18 ans, le championnat du monde où il n'inscrit cependant aucun point. Lors de la saison suivante, une blessure le limite à 26 apparences sous le maillot bernois durant la saison régulière, mais il dispute l'intégralité des séries éliminatoires où il finit meilleur compteur parmi les défenseurs. Le CP Berne remporte le titre de champion suisse en battant Genève-Servette en finale. Il dispute une nouvelle fois le championnat du monde et y inscrit 3 points en 7 parties. Au terme de la saison, il décide de se joindre à l'organisation des Predators, avec laquelle il signe un contrat de trois ans.
Blessé au poignet gauche lors des derniers jours du camp d'entraînement, il est relégué avec la filiale des Predators, les Admirals de Milwaukee de la Ligue américaine de hockey où il fait ses débuts le 29 octobre 2010 et inscrit son premier but le 13 novembre. Du 20 janvier au 20 février 2011, il connaît une série 13 rencontres avec au moins un point. Il termine la saison avec 40 points dont 6 buts en 69 rencontres, soit le troisième meilleur total parmi les défenseurs recrues derrière Erik Gustafsson et David Savard. Il compte également le plus de tirs au but (182) parmi les joueurs de son équipe durant la saison. Il atteint lors des séries éliminatoires la finale de l'association de l'Ouest, où son équipe est défaite au septième match par les Aeros de Houston. Il est le meilleur compteur de son équipe parmi les défenseurs avec 7 points dont 1 but en 13 rencontres.
Le 26 novembre 2011, il fait ses grands débuts en LNH, lors d'une défaite 4-1 des Predators de Nashville face aux Red Wings de Détroit. Lors du lock-out de la LNH de la saison 2012-2013, Roman Josi décide de rejoindre le CP Berne, son club formateur. En juin 2013, il signe un contrat de sept ans avec les Predators de Nashville qui lui rapporte 28 millions de dollars américains.
Le 3 février 2025, Roman Josi devient le joueur le plus capé de l'histoire de la franchise de Nashville, avec 957 matchs disputés, devançant ainsi David Legwand (956).

### Carrière internationale
Roman Josi a participé au championnat du monde des moins de 18 ans en 2007 et en 2008, ainsi qu'au championnat du monde junior en 2007, 2008, 2009 et 2010.
En 2009, il représente la Suisse aux championnats du monde qui ont lieu à Berne et à Zurich. Sélectionné pour participer aux Jeux olympiques 2010, il ne peut finalement y participer en raison d'une blessure contractée lors du championnat du monde junior 2010. Il participe quelques mois plus tard au championnat du monde de hockey sur glace 2010. Il est également présent au championnat du monde 2012 puis en 2013, quand il devient vice-champion du monde.

## Statistiques

### En club
| Saison     | Équipe                       | Ligue            |     | Saison régulière | Saison régulière | Saison régulière | Saison régulière | Saison régulière | Saison régulière |    | Séries éliminatoires | Séries éliminatoires | Séries éliminatoires | Séries éliminatoires | Séries éliminatoires | Séries éliminatoires |
| Saison     | Équipe                       | Ligue            | PJ  | B                | A                | Pts              | Pun              | +/-              | PJ               | B  | A                    | Pts                  | Pun                  | +/-                  |                      |                      |
| 2005-2006  | CP Berne U20                 | Juniors Élites A | 5   | 0                | 0                | 0                | 0                |                  | -                | -  | -                    | -                    | -                    | -                    |                      |                      |
| 2006-2007  | CP Berne                     | LNA              | 3   | 0                | 1                | 1                | 0                | -                | -                | -  | -                    | -                    | -                    | -                    |                      |                      |
| 2006-2007  | Suisse -20 ans               | LNB              | 5   | 1                | 1                | 2                | 2                | -                | -                | -  | -                    | -                    | -                    | -                    |                      |                      |
| 2006-2007  | CP Berne U20                 | Juniors Élites A | 33  | 14               | 16               | 30               | 28               |                  | 14               | 1  | 3                    | 4                    | 2                    |                      |                      |                      |
| 2007-2008  | CP Berne                     | LNA              | 35  | 2                | 6                | 8                | 10               | -                | 6                | 0  | 0                    | 0                    | 0                    | -                    |                      |                      |
| 2007-2008  | Suisse M-20                  | LNB              | 2   | 0                | 1                | 1                | 0                | -                | -                | -  | -                    | -                    | -                    | -                    |                      |                      |
| 2007-2008  | HC Neuchâtel Young Sprinters | LNB              | 3   | 2                | 0                | 2                | 4                | -                | -                | -  | -                    | -                    | -                    | -                    |                      |                      |
| 2007-2008  | CP Berne U20                 | Juniors Élites A | -   | -                | -                | -                | -                | -                | 6                | 2  | 2                    | 4                    | 14                   |                      |                      |                      |
| 2008-2009  | CP Berne                     | LNA              | 42  | 7                | 17               | 24               | 16               | +15              | 6                | 0  | 0                    | 0                    | 2                    | -3                   |                      |                      |
| 2008-2009  | CP Berne U20                 | Juniors Élites A | -   | -                | -                | -                | -                | -                | 3                | 5  | 4                    | 9                    | 0                    |                      |                      |                      |
| 2009-2010  | CP Berne                     | LNA              | 26  | 9                | 12               | 21               | 12               | +5               | 15               | 6  | 7                    | 13                   | 8                    | +12                  |                      |                      |
| 2010-2011  | Admirals de Milwaukee        | LAH              | 69  | 6                | 34               | 40               | 22               | -7               | 13               | 1  | 6                    | 7                    | 8                    | +4                   |                      |                      |
| 2011-2012  | Admirals de Milwaukee        | LAH              | 5   | 1                | 3                | 4                | 0                | 0                | -                | -  | -                    | -                    | -                    | -                    |                      |                      |
| 2011-2012  | Predators de Nashville       | LNH              | 52  | 5                | 11               | 16               | 14               | +1               | 10               | 0  | 0                    | 0                    | 10                   | -4                   |                      |                      |
| 2012-2013  | CP Berne                     | LNA              | 26  | 6                | 11               | 17               | 4                | +5               | -                | -  | -                    | -                    | -                    | -                    |                      |                      |
| 2012-2013  | Predators de Nashville       | LNH              | 48  | 5                | 13               | 18               | 8                | -7               | -                | -  | -                    | -                    | -                    | -                    |                      |                      |
| 2013-2014  | Predators de Nashville       | LNH              | 72  | 13               | 27               | 40               | 18               | -2               | -                | -  | -                    | -                    | -                    | -                    |                      |                      |
| 2014-2015  | Predators de Nashville       | LNH              | 81  | 15               | 40               | 55               | 26               | 15               | 6                | 1  | 0                    | 1                    | 0                    | -5                   |                      |                      |
| 2015-2016  | Predators de Nashville       | LNH              | 81  | 14               | 47               | 61               | 43               | -3               | 14               | 1  | 8                    | 9                    | 12                   | -6                   |                      |                      |
| 2016-2017  | Predators de Nashville       | LNH              | 72  | 12               | 37               | 49               | 18               | +7               | 22               | 6  | 8                    | 14                   | 12                   | +2                   |                      |                      |
| 2017-2018  | Predators de Nashville       | LNH              | 75  | 14               | 39               | 53               | 24               | + 24             | 13               | 0  | 4                    | 4                    | 2                    | -4                   |                      |                      |
| 2018-2019  | Predators de Nashville       | LNH              | 82  | 15               | 41               | 56               | 42               | + 9              | 6                | 2  | 2                    | 4                    | 4                    | -1                   |                      |                      |
| 2019-2020  | Predators de Nashville       | LNH              | 69  | 16               | 49               | 65               | 41               | + 22             | 4                | 0  | 4                    | 4                    | 4                    | -2                   |                      |                      |
| 2020-2021  | Predators de Nashville       | LNH              | 48  | 8                | 25               | 33               | 20               | -11              | 6                | 0  | 4                    | 4                    | 2                    | -5                   |                      |                      |
| 2021-2022  | Predators de Nashville       | LNH              | 80  | 23               | 73               | 96               | 46               | +13              | 4                | 1  | 1                    | 2                    | 0                    | -3                   |                      |                      |
| 2022-2023  | Predators de Nashville       | LNH              | 67  | 18               | 41               | 59               | 36               | +5               | -                | -  | -                    | -                    | -                    | -                    |                      |                      |
| 2023-2024  | Predators de Nashville       | LNH              | 82  | 23               | 62               | 85               | 45               | +12              | 6                | 1  | 2                    | 3                    | 2                    | +1                   |                      |                      |
| Totaux LNA | Totaux LNA                   | Totaux LNA       | 132 | 24               | 47               | 71               | 52               | +6               | 27               | 6  | 7                    | 13                   | 10                   | 0                    |                      |                      |
| Totaux LNH | Totaux LNH                   | Totaux LNH       | 909 | 181              | 505              | 686              | 381              | +85              | 91               | 12 | 33                   | 45                   | 48                   | -27                  |                      |                      |
| Totaux LAH | Totaux LAH                   | Totaux LAH       | 74  | 7                | 37               | 44               | 22               | -7               | 13               | 1  | 6                    | 7                    | 8                    | +4                   |                      |                      |

### En équipe nationale
| Année     | Équipe         | Compétition                     |    | PJ | B | A  | Pts | Pun | +/-                  |  | Résultat |
| 2007      | Suisse -18 ans | Championnat du monde -18 ans    | 6  | 1  | 1 | 2  | 2   | -2  | 6e place             |  |          |
| 2007      | Suisse -20 ans | Championnat du monde -20 ans    | 6  | 0  | 0 | 0  | 0   | +1  | 7e place             |  |          |
| 2008      | Suisse -18 ans | Championnat du monde -18 ans    | 6  | 1  | 4 | 5  | 1   | +4  | 8e place             |  |          |
| 2008      | Suisse -20 ans | Championnat du monde -20 ans    | 6  | 0  | 1 | 1  | 4   | -3  | Relégation           |  |          |
| 2008-2009 | CP Berne       | Ligue des champions             | 4  | 1  | 0 | 1  | 6   | -1  | 3e place du groupe B |  |          |
| 2009      | Suisse -20 ans | Championnat du monde -20 ans D1 | 5  | 2  | 3 | 5  | 6   | +10 | Promotion            |  |          |
| 2009      | Suisse         | Championnat du monde            | 6  | 0  | 0 | 0  | 2   | -1  | 9e place             |  |          |
| 2010      | Suisse -20 ans | Championnat du monde -20 ans    | 4  | 1  | 2 | 3  | 0   | -1  | 4e place             |  |          |
| 2010      | Suisse         | Championnat du monde            | 7  | 1  | 2 | 3  | 0   | +3  | 5e place             |  |          |
| 2012      | Suisse         | Championnat du monde            | 3  | 0  | 1 | 1  | 0   | 0   | 11e place            |  |          |
| 2012      | CP Berne       | Trophée européen                | 1  | 0  | 0 | 0  | 0   |     | Phase de groupe      |  |          |
| 2013      | Suisse         | Championnat du monde            | 10 | 4  | 5 | 9  | 4   | +2  | Médaille d'argent    |  |          |
| 2014      | Suisse         | Jeux olympiques                 | 4  | 0  | 0 | 0  | 0   | 0   | 9e place             |  |          |
| 2014      | Suisse         | Championnat du monde            | 7  | 1  | 6 | 7  | 2   | -1  | 10e place            |  |          |
| 2015      | Suisse         | Championnat du monde            | 8  | 2  | 2 | 4  | 2   | +4  | 8e place             |  |          |
| 2016      | Europe         | Coupe du monde                  | 6  | 0  | 0 | 0  | 2   | -1  | Finaliste            |  |          |
| 2018      | Suisse         | Championnat du monde            | 5  | 0  | 3 | 3  | 4   | +2  | Médaille d'argent    |  |          |
| 2019      | Suisse         | Championnat du monde            | 8  | 1  | 5 | 6  | 10  | +8  | 8e place             |  |          |
| 2024      | Suisse         | Championnat du monde            | 10 | 3  | 9 | 12 | 4   | +4  | Médaille d'argent    |  |          |

## Trophées et honneurs personnels
- Meilleur défenseur de la division 1 du championnat du monde junior 2009
- Champion de Suisse en 2010 avec le CP Berne
- Vice-champion du monde, meilleur joueur, meilleur défenseur et défenseur de l'équipe type lors du championnat du monde 2013[18]

### Ligue nationale de hockey
- 2015-2016 : participe au 61e Match des étoiles de la LNH
- 2018-2019 : participe au 64e Match des étoiles de la LNH (2)
- 2019-2020 : 
  - vainqueur du trophée James-Norris[19]
  - participe au 65e Match des étoiles de la LNH (3)
  - sélectionné dans la première équipe d'étoiles
- 2021-2022 :
  - participe au 66e Match des étoiles de la LNH (4)
  - sélectionné dans la première équipe d’étoiles (2)
- 2023-2024 : sélectionné dans la première équipe d’étoiles (3)